# هوندا سی‌بی۱۱۰۰
هوندا سی‌بی۱۱۰۰ (به انگلیسی: Honda CB1100) یک موتورسیکلت نیکد ژاپنی با انجین ۱۱۴۰ سی‌سی (۷۰ مکعب مکعب) چهارسیلندر خطی هوا خنک (بدون رادیاتور) با قدرت ۸۸ اسب بخار است که توسط کمپانی هوندا در سال ۲۰۱۰ به عنوان جانشین بعدی مدرن سی‌بی۷۵۰ معرفی شد. در معرفی موتور سیکلت در ژاپن، استرالیا و نیوزلند نیز موجود بود. بعداً در سال ۲۰۱۳ به اروپا و ایالات متحده معرفی شد. سرانجام تولید این محصول در سال ۲۰۲۲ به پایان رسید.
مدل ای‌اکس که در سال ۲۰۱۴ معرفی شد دارای گیربکس ۶ سرعته، مخزن سوخت بزرگتر (۰٫۷ گالن اضافی)، چهار اگزوز در ۲ خروجی، صندلی اصلاح شده و جزئیات دیگر است. در آمریکای شمالی این مدل CB1100 DLX نامگذاری شده‌ است.

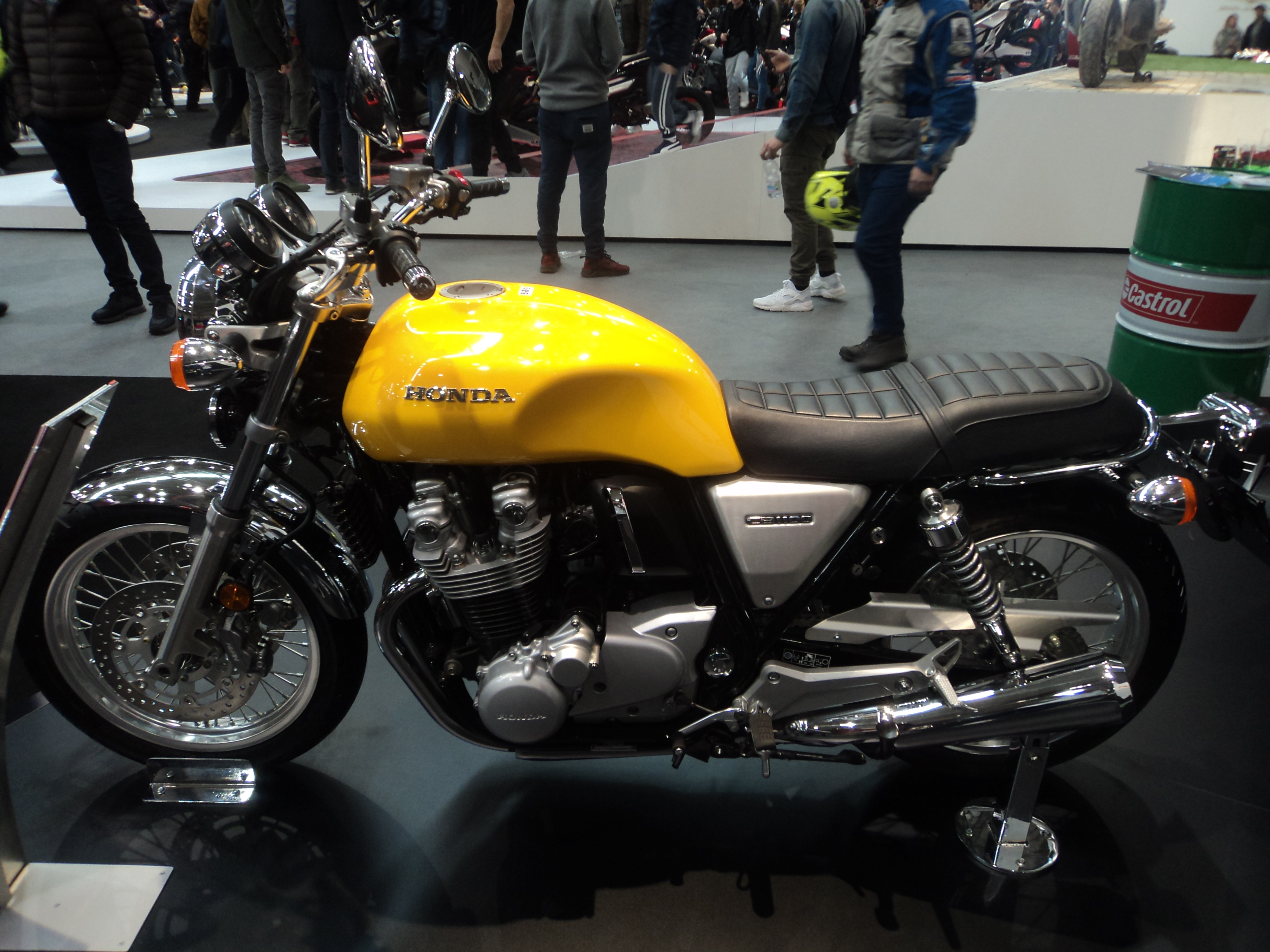
هوندا سی‌بی۱۱۰۰ ای‌اکس

مدل آر. اس ورزشی محور در سال مدل ۲۰۱۷ عرضه شد.

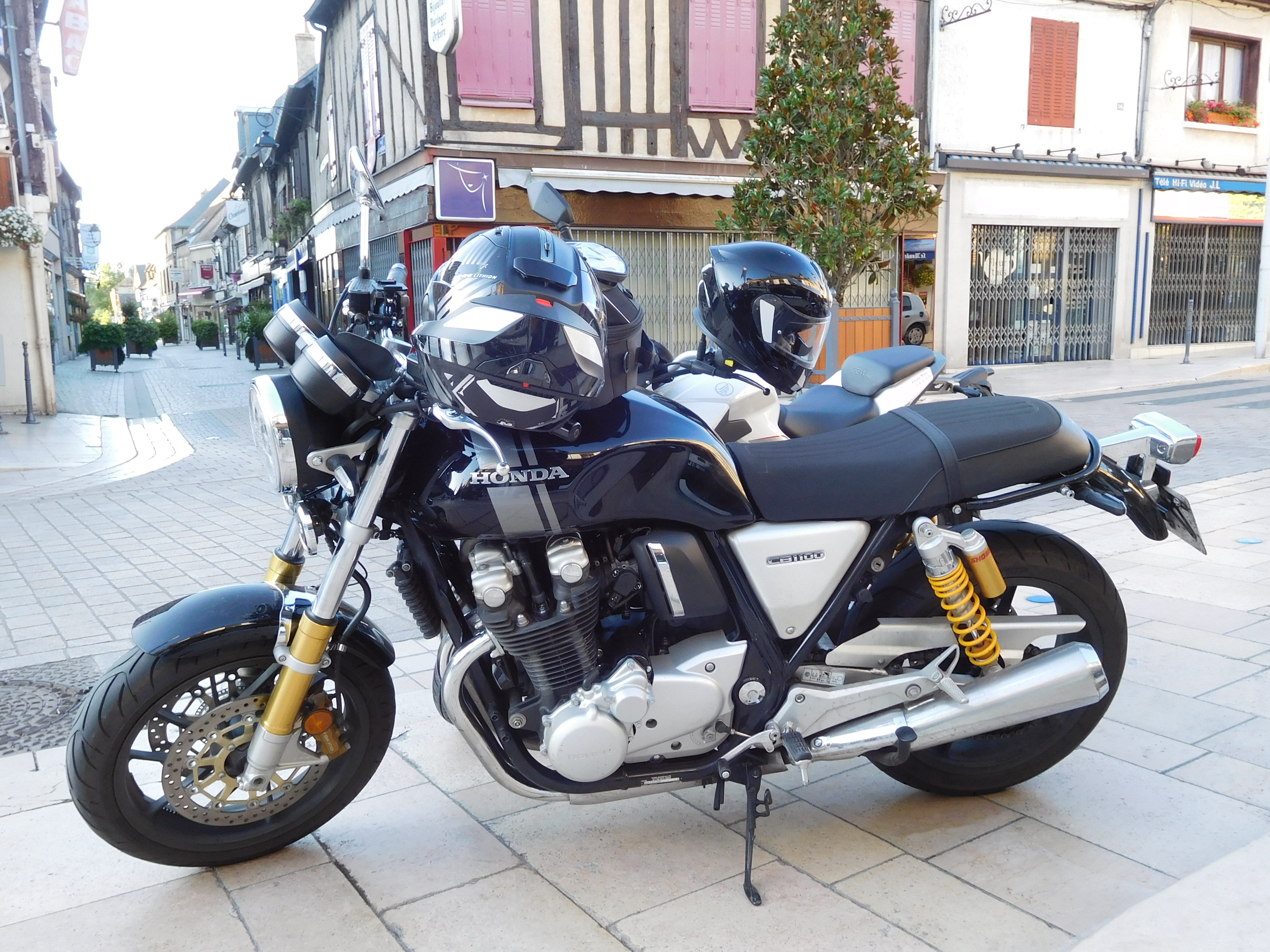
هوندا سی‌بی۱۱۰۰ آر. اس